# Sistema internazionale (relazioni internazionali)
Il sistema internazionale è un concetto utilizzato nella teoria delle relazioni internazionali, nella geopolitica e nel diritto internazionale, al fine di analizzare le relazioni degli Stati, tra essi e con altre organizzazioni del diritto internazionale, come le Nazioni Unite, l'OCSE, etc. Il termine è di uso comune nella pratica e nelle analisi geopolitiche delle relazioni internazionali, generalmente usato con un significato ampio. Porta in sé l’idea di una gerarchia tra Stati, che si basa sulle capacità politiche ed economiche, sulla forza militare e sul potere di influenza sugli altri Stati.
La storia viene spesso divisa secondo il sistema internazionale in vigore, tra cui il sistema di Vestfalia dopo la Guerra dei Trent'anni, l'ordine formatosi dopo il Congresso di Vienna (dopo le guerre napoleoniche), il sistema bismarckiano dopo la guerra franco-prussiana, la creazione della Società delle Nazioni dopo la Prima Guerra Mondiale come sistema di sicurezza collettiva, del bipolarismo durante la Guerra Fredda, o anche del multipolarismo dopo di essa, che caratterizza l'inizio del 21° secolo.

## Concezione classica del sistema internazionale

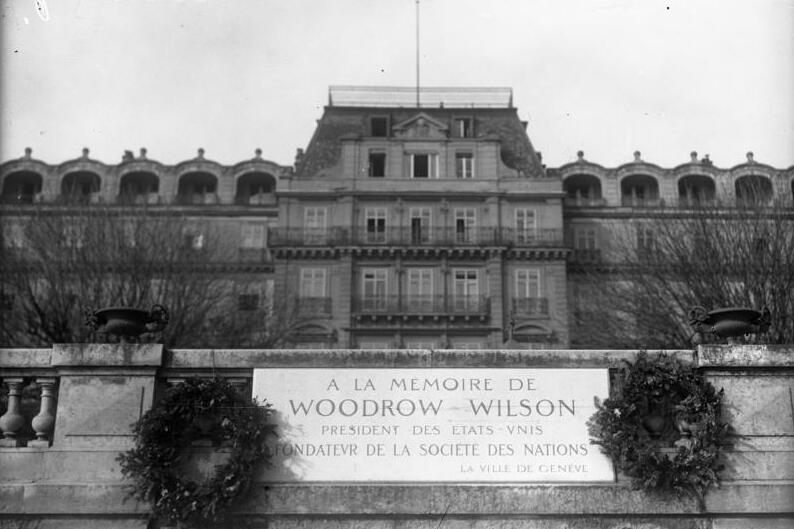
Il Palazzo Wilson a Ginevra nel 1928, prima sede della Società delle Nazioni, con uno stendardo in onore del presidente Wilson, uno dei fondatori dell'idealismo nelle relazioni internazionali.

Il politologo francese Raymond Aron (1962), ad esempio, lo definì come segue:
(Traduzione in italiano: Chiamo sistema internazionale l'insieme delle unità politiche che intrattengono relazioni regolari tra loro e che sono suscettibili di essere coinvolte in una guerra generale.)
Considerava quindi gli Stati, e in particolare gli Stati nazionali, come la singolarità fondamentale di questo sistema, caratterizzato dalla diplomazia (“relazioni regolari”) e dalla guerra. Questo approccio si ispira al classico lavoro di Carl von Clausewitz, Della guerra, per il quale “la guerra è la continuazione della politica con altri mezzi”. Questa teoria realisticamente ispirata è condivisa da diversi teorici.
Robert Keohane, un rappresentante dell’istituzionalismo neoliberista che sottolinea il ruolo delle istituzioni internazionali nel determinare il comportamento degli Stati, afferma:
(La teoria istituzionalista presuppone che gli Stati siano i principali attori sulla scena internazionale e che agiscano secondo i propri interessi.")